# Paul Miclău
Paul Miclău (n. 12 aprilie 1931, Comorâște, județul Caraș-Severin – d. 13 decembrie 2011, București) a fost un poet, prozator și traducător român de limbă franceză.
Părinții lui se numesc Ion și Cătălina Miclău (fostă Micșa) și erau agricultori. A fost profesor și conducător de doctorat la Universitatea din București, unde în anii șaprezeci a făcut să înflorească lingvistica structurală și semiotica. Ulterior a predat istoria literaturii franceze, literatura franceză modernă, poetica, versificația franceză, teoria comunicării, comunicarea politică la Universitatea din București, la Școala Superioară de Jurnalism și la Universitatea Spiru Haret din Bucuresti. A tradus esențialul din poezia română debutînd în anul 1978 cu traduceri din opera lui Lucian Blaga. Ca poet și prozator cel mai des alege să se exprime în limba franceză. Debutează cu scrieri în limba română, în 1985 cu volumul de versuri Punte întru text și în 1989 cu romanul Comoara. Acesta din urmă va apărea și la Paris în 1995, în versiune franceză și necenzurat, cu titlul Roumains déracinés. Până în 2009, Paul Miclău a publicat un număr de peste 2000 de sonete  deținînd recordul în materie în România.

## Studii
Școala primară din Comorâște – 1938-1942
Liceul General Drăgălina, Oravița – 1942-1950
Facultatea de Filologie, Universitatea din București, secția franceză – 1950-1954
Își ia doctoratul în lingvistică în 1968 la Universitatea Paul Valery din Montpellier cu teza Le signe linguistique.

## Grade didactice
Facultatea de Filologie, București: preparator (1954), asistent (1955), lector (1960)
Facultatea de Limbi Romanice, Clasice și Orientale, București: conferențiar (1969, profesor (1972)
Universitatea din Montpellier: lector de limbă română (1966-1968), conferențiar asociat (1968-1970)
Sorbona – Paris: lector de limbă română (1987-1988)
Institutul Național de Limbi și Civilizații Orientale, Paris: maître de langues (1988 – 1991)

## Funcții de conducere
Facultatea de Limbi Romanice, Clasice și Orientale, București:
șef de catedră (1970, 1977),
prodecan (1971),
decan (1972-1976)
Facultatea de Limbi și Literaturi Străine: 
decan (1977-1986)
Facultatea de Filologie: 
prodecan (1987)
Școala Superioară de Jurnalism: 
decan (1994-1995), rector (1995-1997)

## Debutul absolut
„Noțiunea și cuvîntul” din volumul Introducere în lingvistică, coordonator Acad. Alexandru Graur, Centrul de Multiplicare al Universității din București, 1955.

## Opera tipărită
- Le signe linguistique, lingvistică generală, Ed. Klincksieck, Paris, 1970
- Semiotica lingvistică, lingvistică generală, Ed. Facla, Timișoara, 1977
- Signes poétiques, poetică, Ed. Didactică și Pedagogică, București, 1983
- Punte întru text, poezie, Ed. Facla, Timișoara, 1985
- Comoara, autoficțiune, Ed. Facla, Timișoara, 1989
- Sonnets, poezie, Institut National des Langues et Civilisations Orientales, Paris, 1991
- Ulysse, proză în limba franceză, Ed. Prietenii Cărții, București, 1992
- Miorița, proză în limba franceză, Ed. Prietenii Cărții, București, 1993
- Dislocații, 2 volume, autoficțiune, Ed. Prietenii Cărții, București, 1994
- La francophonie, proză în limba franceză, Ed. Prietenii Cărții, București, 1994
- Paris, ville lumière, în limba franceză, Ed. Prietenii Cărții, București, 1996
- Roumains déracinés, autoficțiune, Ed. Publisud, Paris, 1995
- Sous le trésor. Sonnets, Poezie, Ed. Helicon, Timișoara, 1997
- Au bord du temps, sonnets, poezie, Ed. Scripta, București, 1999
- Le poème moderne, poetică, Ed. Universității din București, 2001
- Racines écloses, poezie, ediție integrală a șapte cicluri de sonete, Ed. Ex Ponto, Constanța, 2002
- Universités, memorialistică, Ed. Universității din București, 2004
- Poètes français dans la modernité, istorie literară, Ed. Fundației România de Mâine, București, 2004
- Semence de sens. Sonnets, Ed. Paralela 45, București, 2005
- Fugues. Poèmes, Ed. Domino, București, 2006
- Din izvor de verb. Poezii, Ed. Marineasa, Timișoara, 2008
- Curge durata. Poezii, Ed. Marineasa, Timișoara, 2008
- Puits interieur. Sonnets, Ed. Limes, Cluj-Napoca, Ed. Rafael de Surtis, Paris, 2008
- Din parfum de gînd. Sonete, Ed. Universității din București, 2009
- Scrisori din Franța către Elena (1966-1970), Ed. Universității din București, 2008
- Clipă fără sfirsit, Instant sans fin. Sonete, Ed. Cavaliotti, București, 2009
- Comorîstea. Sonete, Ed. Mirton, Timișoara, 2009
- Sonetul despre sine, Ed. Semne, București, 2009
- Starea de sonnet, Muzeul Național al Literaturii Române, București, 2009
- Roata timpului. Sonimagini, Ed. Universității din București, 2010
- The Door of Time. Ușa timpului, sonete, volum bilingv, traducere de Cristina Tătaru, Ed. Cavallioti, București, 2010
- Eterna prima oară, sonete, Editura Artemis, București, 2010
- Verticale unde, sonete, Ed. Tracus Arte, București,  2011
- La margine de timp, sonete, Ed. Dacia, Cluj-Napoca, 2011
- Scribo, ergo sum, Ed. Universității din București, 2011

## Traduceri din literatura universală în volum, din franceză în română
- André Martinet, Elemente de lingvistică generală, Ed. Științifică, București, 1970
- Tzvetan Todorov, Poetica. Gramatica Decameronului, Ed. Univers, București, 1975
- Maurice Duverger, Europa de la Atlantic la Delta Dunării, Ed. Omegapres, București, 1991
- Céline Varenne, volum bilingv, Libertate/Liberté, Ed. Omegapres, București, 1991
- Thierry Jonquet, Mygal, păianjen veninos, ed. Omegapres, București, 1992
- Honoré de Balzac, Proscrișii și alte povestiri din Comedia Umană, Ed. Polirom, Iași, 1998, volum colectiv.

## Traduceri din limba română în limba franceză
- Lucian Blaga, volum bilingv, Poemele luminii/Les poèmes de la lumière, selecție, traducere și cuvântul traducătorului; prefață și notă biografică de Romul Munteanu, Ed. Minerva, București, 1978
- Gheorghe Zamfir, volum bilingv, Dincolo de sunet/ Au-delà du son, în colaborare cu Andreea Dobrescu-Warrodin, Ed. Eminescu, București, 1979
- Vasile Voiculescu, volum bilingv, Poezii/Poésies, selecție și traducere, cuvântul traducătorului și notă biografică; prefață de Ștefan Aug. Doinaș, Ed. Minerva, București, 1981
- Ion Barbu, volum bilingv, Nadir latent/Nadir latent, selecție, traducere și prefață, Ed. Minerva, București, 1985
- Mihai Eminescu, Poésies, selecție, traducere și prefață, Ed. Minerva, București, 1989
- Mihai Eminescu, volum bilingv, Poezii/Poésies, selecție, traducere și prefață, Ed. Fundației Culturale Române, București, 1999
- Jeunes poètes roumains, în colaborare cu Dan Ion Nasta (prefață și note de Paul Miclău), Institut National de Langues et Civilisations Orientales, Paris, 1990
- Ion Mușlea, Icoanele pe sticlă și xilogravurile țăranilor români din Transilvania, volum poliglot, Ed. « Grai și suflet – cultura națională », București, 1995
- Tudor Arghezi, volum colectiv bilingv, Poeme alese / Poèmes choisis, prefață de Eugen Simion, Ed. « Grai și suflet – cultura națională », București, 1996
- Toma George Maiorescu, volum bilingv, Poezii/Poèmes, în colaborare cu Radu Cretzeanu, Andrée Fleury, Ion Matei, Ed. Vinea, București, 1997
- Anghel Dumbrăveanu, volum bilingv, Țara himerei /Pays de la chimère, Ed. Helicon, Timișoara, 1998
- Ioan Flora, Poèmes, în colaborare cu Anca Măniuțiu, Monde latin, l’Arbre à parole, Belgia, 2002
- Vasile Voiculescu, Ultimele sonete ale lui Shakespeare. Traducere imaginara/ Les derniers sonnets de Shakespeare. Traduction imaginaire, traducere și prefață, Ed. Paralela 45, București, 2005.
- Corola de minuni/Corolle de merveilles (Poezia română din perioada interbelică), Ed. Domino, București, 2007

## Premii și distincții
- Premiul Ministerului Învățământului, pentru Le signe linguistique, 1970, premiul în 1971;
- Premiul Timotei Cipariu al Academiei RSR, pentru Semiotica lingvistică, 1977, premiul în 1978;
- Premiul Uniunii Scriitorilor pentru traducerea în limba franceză a volumului Vasile Voiculescu, Poezii/Poésies, 1981, premiul în 1982;
- Premiul Uniunii Scriitorilor pentru traducerea în limba franceză a volumului Ion Barbu, Nadir Latent, 1985, premiul în 1986;
- Premiul european acordat de Association des Ecrivains de langue française pentru volumul original Roumains déracinés, premiul în 1996;
- Medalia Eminescu acordată de președinția României pentru traducerea în limba franceză a volumului Mihai Eminescu, Poezii/Poésies, 1999, medalia în 2000;
- Palmes académiques, cu gradul de ofițer, acordat de guvernul francez, 1985;
- Distincția Persona maxima, acordată de Biblioteca județeană din Reșița, 2001;
- Premiul pentru poezie, acordat de Editura Ex Ponto, 2005;
- Chevalier des Arts et des Lettres, acordat de guvernul francez, 2008;
- Doctor Honoris Causa al Universității Ștefan cel Mare din Suceava, 2009.

## Apartenența la organizații profesionale
- Societatea Română de Lingvistică Romanică;
- Societatea de Științe Filologice;
- Societatea Română de Lingvistică;
- Grupul Român de Lingvistică Aplicată;
- Société de Linguistique de Paris;
- Association Française de Linguistique Appliquée, 1966-1967;
- Association des Universités Partiellement ou Entièrement de Langue Française, 1972,

în cadrul căreia președinte al Comitetului pentru Europa nefrancofonă (1979-1992) și membru al Comitetului Mondial;
- Grupul Român de Semiotică (1972-1989), președinte;
- Association de écrivains de langue française, 1996.